# Langue tripartite
 (décembre 2012).
Si vous disposez d'ouvrages ou d'articles de référence ou si vous connaissez des sites web de qualité traitant du thème abordé ici, merci de compléter l'article en donnant les références utiles à sa vérifiabilité et en les liant à la section « Notes et références ».
Pour un article plus général, voir Structure d'actance.
Une langue tripartite, ou langue ergative-accusative, est une langue qui traite différemment le sujet d’un verbe intransitif, le sujet d’un verbe transitif et l’objet d’un verbe transitif dans sa structure d'actance. S’il s’agit d’une langue à déclinaison, les arguments sont ainsi marqués par les cas suivants :
- l'agent d'un verbe transitif porte une marque de cas ergatif ;
- l'objet d'un verbe transitif porte une marque de cas accusatif ;
- l'argument unique d'un verbe intransitif porte une marque de cas absolutif ou intransitif.

## Exemples
En nez-percé, la marque de l’ergatif est le suffixe -nim, la marque de l’accusatif est le suffixe -ne et les arguments intransitifs ne prennent aucun suffixe casuel.
Les préfixes pronominaux de l’aïnou, du nord du Japon, montrent également un marquage tripartite dans ses préfixes pronominaux : ku- est la forme ergative, -an est la forme absolutive et -en- est la forme accusative. L’aïnou a aussi une voix passive, qui présente toutes les caractéristiques de celle des langues nominatives-accusatives, et une voix antipassive, qui est comme les langues ergatives-absolutives. Comme en nez-percé, l’utilisation des voix passive et antipassive est un trait d’une langue tripartite.
Les langues tripartites sont rares. À part le nez-percé, sont regroupés dans cette classe les dialectes vakh du khanty, ainsi que des langues australiennes comme le wangkumara et le kalaw lagaw ya, cette dernière ne manifestant ce système que sur les pronoms au singulier. Plusieurs langues construites, surtout des langues logiques, emploient un système tripartite casuel ou adpositionnel. Le na’vi en est l'exemple le plus connu.